# أسطول الحرية 4
أسطول الحرية 4 هو أسطول نسائي يتكون من سفينتين يحملان ناشطات من مختلف الجنسيات. انطلق في 14 سبتمبر 2016 من برشلونة في إسبانيا، ليتوقف إثرها في أجاكسيو الفرنسية في 19 سبتمبر، قبل أن ينطلق من مدينة مسينة في صقلية الإيطالية في 27 سبتمبر نحو قطاع غزة في فلسطين. هذا الأسطول من تنظيم تحالف أسطول الحرية الذي يضم العديد من المنظمات والجمعيات الدولية من بينها اللجنة الدولية لكسر الحصار عن غزة.
 هذا الأسطول هو الرابع بعد أسطول الحرية 1 في 2010، ثم أسطول الحرية 2 في 2011، وأسطول الحرية 3 في 2015.

## الدعم
في 16 سبتمبر 2016، وافق مجلس نواب الشعب التونسي بالإجماع على لائحة قدمتها كتلة حركة النهضة داعمة للقضية الفلسطينية ومجرمة للاحتلال الإسرائيلي وسياساته الاستيطانية وحصار قطاع غزة واختطاف نواب الشعب الفلسطيني بشكل عام ودعم مبادرة أسطول الحرية الرابع بشكل خاص، وذلك تماشيا مع ما ينص عليه الدستور التونسي من دعم حركات التحرر وعلى رأسها حركة التحرر الفلسطيني.
في 18 سبتمبر، أقيم نشاط تضامني لأطفال مخيم الجليل في بعلبك شرق لبنان مع مسيرة القوارب النسائية. وفي 20 سبتمبر، نظمت وقفة شبابية في غزة ترحيبا بالسفن. ثم في 23 سبتمبر، نظمت مجموعة من الأطفال احتفالية في ميناء الصيادين بغزة ترحيبا بالسفن النسائية. 

نظمت بلدية مسينة عدة جدولات لطلاب المدارس داخل السفينتين ضمن حملة التوعية بمعاناة الفلسطينيين جراء الاحتلال الإسرائيلي.

## المشاركات
تشارك حوالي 30 سيدة في الأسطول وهن ناشطات من 20 دولة في العالم.
| الدولة           | الشخصية               | الصفة                                                                  |
| ---------------- | --------------------- | ---------------------------------------------------------------------- |
| تونس             | لطيفة الحباشي         | ناشطة ونائبة في مجلس نواب الشعب التونسي.                               |
| الأردن           | علا عابد              | ناشطة أردنية.                                                          |
| ماليزيا          | فوزية حسان            | دكتورة في الطب وناشطة ماليزية وممثلة قوافل أميال من الابتسامات.        |
| الجزائر          | خديجة بن قنة          | إعلامية ومذيعة في قناة الجزيرة.                                        |
| ماليزيا          | نورشام بنت أبو بكر    | ناشطة وممرضة ماليزية.                                                  |
| الولايات المتحدة | آن رايت               | ناشطة وعقيدة متقاعدة في الجيش الأمريكي.                                |
| السويد           | مالين بيورك           | نائبة سويدية في البرلمان الأوروبي.                                     |
| الجزائر          | سميرة ضوايفية         | نائبة في المجلس الشعبي الوطني الجزائري.                                |
| الولايات المتحدة | ليزا غاي هاملتون      | ممثلة أمريكية.                                                         |
| إسرائيل          | يهوديت باربارا إيلاني | ناشطة إسرائيلية.                                                       |
| أستراليا         | مادلين حبيب           | ناشطة أسترالية وقبطانة بحرية مع منظمة السلام الأخضر وأطباء بلا حدود.   |
| كندا             | ويندي غولدسميث        | ناشطة كندية.                                                           |
| مصر              | حياة اليماني          | صحفية مصرية في قناة الجزيرة مباشر.                                     |
| الولايات المتحدة | كيت كيتريدج           | ناشطة أمريكية.                                                         |
| السويد           | إيما رينغكفيست        | معلمة موسيقى وناشطة سويدية.                                            |
| النرويج          | سين صوفي ريكستن       | عضوة في طاقم السفن، أصغر الناشطات المشاركات، وهي ناشطة وطالبة نرويجية. |

## سفن الأسطول
السفينتين اللتين تشاركان في الأسطول هما:
| السفينة | الدولة | عدد الركاب |
| ------- | ------ | ---------- |
| زيتونة  |        | 15         |
| أمل 2   |        | 15         |

يذكر أن سفينة أمل الأولى تعطلت بعيد خروجها من ميناء برشلونة وعادت أدراجها، وتم شراء سفينة ثانية أطلق عليها اسم أمل 2.

## شركاء التنظيم
تحالف أسطول الحرية (Freedom Flotilla Coalition) هو من ينظم هذا الأسطول، وهو يتكون من العديد من المنظمات والجمعيات الدولية، أسفله يوجد جميع شركاء التنظيم والتأطير من المشاركين في التحالف أو خارجه، وهم:
- اللجنة الدولية لكسر الحصار عن غزة (International Committee for Breaking the Siege of Gaza)
- الحملة العالمية لنصرة السفن النسائية لغزة (ICSWBG)
- الحملة الأوروبية لكسر الحصار عن غزة (The European Campaign to End the Siege on Gaza)
- أميال من الابتسامات (Miles of Smiles).
- مؤسسة الإغاثة الإنسانية التركية (IHH).
- سفينة اليونان إلى غزة (Greece Ship to Gaza).
- السفينة الكندية إلى غزة (Canadian Boat to Gaza).
- فلك غزة (Gaza's Ark).
- سفينة إلى غزة (Ship to Gaza).
- الابحار إلى غزة (Rumbo a Gaza).
- تحالف التضامن مع فلسطين (Palestine Solidarity Alliance).
- سفينة كلنا غزة قلب شجاع( ziad warad 2016)

## مقالات ذات صلة
- أسطول الحرية.
- مجزرة أسطول الحرية.

## روابط خارجية
- الموقع الرسمي لتحالف أسطول الحرية.
- الموقع الرسمي للجنة الدولية لكسر الحصار عن غزة.
- الصفحة الرسمية للجنة الدولية لكسر الحصار عن غزة على الفيسبوك.
- الصفحة الرسمية لتحالف أسطول الحرية على الفيسبوك.